# Danville (Arkansas)
Danville è una località degli Stati Uniti d'America, capoluogo, assieme a Dardanelle, della contea di Yell, nello Stato dell'Arkansas.